# Michel Paoli
Michel Paoli, nasceu em 1966, é professor catedrático de literatura e civilização italiana na Université de Picardie Jules-Verne (Francia) e dirige o grupo de pesquisa TRAME (équipe d'accueil 4284).

## Biografia resumida
Aluno da prestigiosa École normale supérieure de Fontenay-Saint-Cloud (lettres et sciences humaines), Doutor pela Sorbonne, e habilitado para dirigir pesquisas desde 2001, Michel Paoli é professor catedrático desde 2011.
Ele é especialista em Renascimento italiano, sobretudo em Leon Battista Alberti et de Ludovico Ariosto.
Em 1995, ele criou um site na internet dedicado a Leon Battista Alberti.
Juntamente com Françoise Choay,  ele organizou o Colóquio Leon Battista Alberti: Humanista e Arquiteto, realizado no Auditório do Louvre, em setembro de 2004. 
Com Marie-Sophie Masse, ele organizou, em 2008, as duas Jornadas de Estudos : Um, dois, três… zero Renascimento(s)? (Casa da Cultura de Amiens, primeiro de abril e 28 de novembro de 2008). Tais jornadas foram dedicadas a discutir a validade e o interesse que há no conceito de Renascimento empregado para os estudos tanto da Idade Média quanto do Renascimento propriamente dito.
Em março de 2009, ele organizou novamente no Auditório do Louvre, com Monica Preti, um Colóquio dedicado a L'Arioste et les arts
Com a ajuda de Francesca Belviso, ele organizou, em novembro de 2009, o Colóquio O De familia de L.B. Alberti: Humanismo ou Capitalismo? (Amiens, Biblioteca Louis Aragon). Este colóquio dedicou-se aos Livros de familia que Leon Battista Alberti fez durante os anos de 1430 e retomou o debate entre Max Weber e Werner Sombart sobre a origem do capitalismo e sobre o interesse ou não de se considerar a obra de Alberti como fonte de uma nova mentalidade capitalista.
Entre 7 e 9 de novembro de 2011, juntamente com Stéphane Bourdin et Anne Tallon, ele organizou o Colóquio Internacional A Forma da Cidade: da Antiguidade ao Renascimento (Amiens, Logis du Roy).

## Notes et références
1. ↑  Algumas publicações científicas sobre Alberti disponibilizadas.
2. ↑  Site dedicado às publicações sobre Alberti.
3. ↑  Programação do Colóquio do Louvre Ariosto e as Artes.[ligação inativa]